# Campionato mondiale giovanile di scherma 1965
Il Campionato mondiale juniores di scherma del 1965 ("1965 World Juniors Fencing Championships") è stato organizzato dalla Federazione internazionale della scherma e si è svolto a Rotterdam in Paesi Bassi dal 16 al 19 aprile.
Nel fioretto, si sono aggiudicati i titoli del campionato mondiale l'austriaco Roland Losert, che ha battuto in finale il francese Jacques Dimont, e la rumena Ecaterina Stahl che ha avuto la meglio sulla rumena Ileana Gyulai-Drîmbă-Jenei.
Nella spada il francese Jacques Brodin ha battuto in finale lo svedese Hans Jacobson, ottenendo il titolo mondiale juniores maschile.
Nella sciabola il magiaro Peter Marot prevale sul sovietico Serguei Komissarov.

## Podi

### Uomini
| Specialità  | Oro            | Argento            | Bronzo         |
| Individuali |                |                    |                |
| Fioretto    | Roland Losert  | Jacques Dimont     | Tomas Olexa    |
| Spada       | Jacques Brodin | Hans Jacobson      | Vladimir Donin |
| Sciabola    | Peter Marot    | Serguei Komissarov | Zsolt Nagy     |

### Donne
| Specialità  | Oro             | Argento                    | Bronzo       |
| Individuali |                 |                            |              |
| Fioretto    | Ecaterina Stahl | Ileana Gyulai-Drîmbă-Jenei | Kerstin Palm |

## Medagliere
| Pos.   | Nazione          | Oro | Argento | Bronzo | Totale |
| ------ | ---------------- | --- | ------- | ------ | ------ |
| 1      | Romania          | 1   | 1       | 0      | 2      |
| 2      | Francia          | 1   | 1       | 0      | 2      |
| 3      | Ungheria         | 1   | 0       | 1      | 2      |
| 4      | Austria          | 1   | 0       | 0      | 1      |
| 5      | Svezia           | 0   | 1       | 1      | 2      |
| 5      | Unione Sovietica | 0   | 1       | 1      | 2      |
| 7      | Rep. Ceca        | 0   | 0       | 1      | 1      |
| Totale | Totale           | 4   | 4       | 4      | 12     |